# Теорія людиноцентричних систем
Теорія людиноцентричних систем (German: Personzentrierte Systemtheorie; English: The Person-centered Systems Theory) — багаторівневий концепт, метою якого є реконструкція та пояснення людського досвіду, вчинків та процесів взаємодії у такий спосіб, щоб по можливості, уникати зведення  до фокусу на індивідуальних терапевтичних наукових напрямках.   Дана теорія розвивається німецьким психологом та психотерапевтом Юрґеном Кріцом.
Підхід приймає до уваги результати досліджень та аспекти різних типів дискурсу, а особливо гуманістичної психотерапії (humanistic psychotherapy), синергетики (synergetics), гештальтпсихології  (Gestalt psychology), біосеміотики (biosemiotics), разом з еволюційною психологією (evolutionary psychology).
Теорія людиноцентричних систем, як підкреслює Кріц, не є ані методом, ані набором  методів. Її мета — забезпечити теоретичне підґрунтя для інтегрування цінних наукових напрацювань  індивідуальних «шкіл» у більш сучасні здобутки з інших наукових дисциплін.

## Чотири рівні процесу
Ядром теорії людиноцентричних систем є людина у її повсякденному  світі з необхідною зацікавленістю у творенні матеріального, переважно організованого світу з невловимої мульти-компонентності  світу (фізико-хімічних) стимулів (подразників, які провокують на дії). Кріц пов'язує  множинність відповідних процесів з двома рівнями загального процесу. Хоча він підкреслює, що це чисто аналітичний розподіл, зважаючи на те, що впливи з усіх чотирьох рівнів процесу на життєдіяльність та дії, ефективні  у прив'язці до кожного моменту на кожному рівні. Окрім цього, подальші процеси можуть різнитися в залежності від конкретного завдання.   Наступні чотири рівні мусять бути розцінені як мінімум того, що повинно прийматися до уваги з метою, щоб не призвести до систематичного нівелювання важливих результатів.

##### a) Психологічні процеси
Це основний рівень, на якому люди генерують значення та цінність. Люди поєднані зі світом через сприйняття та дії; через думки та емотивні процеси, вони оцінюють ці процеси та здатні до самоспостереження.

###### b) Міжособистісні процеси
Цей рівень пов'язаний з мікросоціальними структурами пар, сімей або команд, для яких є звичною тет-а-тет комунікація. Такі терміни як «схема взаємодії» чи «комунікативні структури» вказують на те, що значення їх вираження та їх внесок у взаємну співпрацю обговорюється у спільних взаємодіях. Кожен вважає, що знає очікування один одного та піддається впливу цих очікувань або, навіть, керується ними. Це мережа взаємних інсинуацій, що стабілізує «реальність», навіть, якщо велика кількість з них, по суті, є неправдивою. Так як ці припущення рідко проговорюються, то шанси  щось змінити є вкрай низькими. Щоденний досвід, так само як і дослідження, демонструє, як люди часто почуваються жертвами інших або обставин, хоча вони самі (несвідомо) долучаються до підтримки цієї моделі.
Психотерапія, консультація та коучинг, зазвичай, розглядають процеси на рівнях  (а) та (b) і часто, також  їх взаємодії. Хоча, впливи двох інших рівнів процесу значною мірою нівелюються. 

###### c) Культурні процеси
Зазвичай, люди ані самостійно, ані у взаємодії з іншими не творять значень слів та речень, очікувань  знайомих, внутрішніх образів, понять «як працює спільне проживання» та інше. Скоріше, різні культури та субкультури передають значення, які важливим чином впливають на процеси рівнів (а) та (b). Орієнтири стосовно значень подій у «раніше і тепер» формуються із засобів масової інформації, розмов зі співробітниками та з інших джерел поза сімейним колом.  Ці впливи залишаються у своїй більшості  несвідомими.
Значення рівня культури, який постійно впливає на людей, в жодному разі не обмежується культурними подіями, наприклад, подіями, що відбуваються в організаціях, у законодавстві та в засобах масової  інформації. Навпаки, соціокультурні аспекти значно впливають на те, яким чином люди сприймають та розуміють себе самих, їх друзів та «цей світ». Це чітко проявляється, коли зважати на взаємозалежності рівнів (а) та (с): Якщо люди хочуть розібратися у   собі, своїх почуттях, думках та діях, тоді їм необхідно використовувати  «інструменти культури» з їх соціального оточення. Це є особливо правдивим, коли йдеться про конкретно їх власні, найглибші внутрішні «суб'єктивні процеси» (ефекти, сприйняття та ін.).
Впливи рівня культурного процесу залишаються переважно прихованими від щоденного  усвідомлення. Хоча, вони є важливими компонентами структур і  людських очікуваннях від світу та інших так само як їх власних очікувань  того, що інші чекають від них. 

###### d) Тілесні процеси
Відповідно до ефект-логіки Чомпі (Ciompi's affect logic), Кріц підкреслює, що  будь-якого моменту обоє когнітивно-психічний  та афективний процеси виникають одночасно у людському організмі. Через повільнішу зміну біохімічних параметрів, афективні процеси формують кістяк для швидкозмінних когнітивних процесів з їх біоелектричним підґрунтям.  Більше того, приховане розуміння людського організму, яке походить від раннього досвіду, а також від еволюційних пре-формувань  має дуже важливе значення.  Це довго залишалося недооціненим, але зараз обговорюється  під терміном «соціальний мозок» («social brain»).
Люди є практично не знайомі із цими структуротворчими впливами процесів людського тіла на те, що описано у (а) та (b). Чи не через це, чи саме через це, ці процеси мають дуже серйозний вплив.

## Стабільність, нестабільність та взаємодія чотирьох рівнів процесу
Кріц розглядає симптоми та проблеми, з якими люди звертаються до психотерапії та консультування чи коучингу, як моделі надстабільних процесів. Вони були найбільш влучними та функціональними на ранніх стадіях розвитку, але не адаптувалися до нових умов. Це тому, що людський розвиток, на обох рівнях індивідуальних та соціальних систем, складається з повторюваної відмови від ефективних моделей процесів як тільки з'являються нові  складнощі пов'язані з розвитком. Наприклад, різні моделі взаємодії є необхідними на рівні сім'ї зважаючи на те чи дитина щойно народилася, чи відвідує дитячий садок чи школи, досягає зрілості, починає професійну освіту і т. д.  Це саме застосовується до організації психологічних процесів самої дитини.  Так само й компанії мусять змінювати їх структуру та процеси через стрімкий розвиток бізнес середовища.

#### Атрактори значення
Для психотерапії, консультування та коучингу питання стабільності чи надстабільності, так само як і змін та нових адаптацій має неабияке значення. Модель для розуміння цих феноменів − це теорія міждисциплінарних систем синергетики, котра в свою чергу, походить з теорії нелінійних динамічних систем (non-linear dynamic systems).  Це все пов'язане з процесами самоорганізації (self-organization), у яких велика кількість компоненту формують закони або моделі, які потім впливають на подальші динаміки розвитку компонентів. Такі динамічні стійкості чи закони називають атракторами, точками притягування. Втім, теорія людиноцентричних систем не має прямого стосунку до феноменів, для яких важливими є  енергійні процеси. Це більше про психосоціальний феномен природних наук, для яких сенс і значення мають серйозну вагу. Таким чином, Кріц  використовує структурно-наукову версію синергетики як підґрунтя моделі. Він визначає атрактори як  атрактори значення (нім. Sinnattraktor; англ. meaning attractors), котрі описує як зниження широких можливостей розуміння і комунікації, що забезпечують впевненість і стабільність під час обмеження зміни, адаптації та креативності. Відповідно, завданням психотерапії, консультування та коучингу мала б бути підтримка зміни надстабільних атракторів значення  (котрі проявляються як симптоми та проблеми у психологічних процесах та  взаємодії) у їх адаптації до завдань розвитку. Це розгортається у  фазовому переході  (phase transition) — переході від одного порядку до іншого. Симптоматичні  або порядки пов'язані з болем дестабілізуються і так можуть виникати нові порядки, які мають більшу здатність впоратися з новими умовами.
 

###### По висхідній та по низхідній
Стабільність, нестабільність та порядок-порядок (order-order) переходів  (фазових переходів) можна детально описати за допомогою принципів синергетики. Самоорганізовані  закони або атрактори, таким чином, випливають з процесів зворотної реакції між мікро- та макрорівнями. В термінах сприйняття, це ілюструється вже  близько сотні років Гештальт психологією, використовуючи термін «мелодія». Мелодія виникає по висхідній з нот («bottom-up»). Хоча, в той самий час, ця мелодія впливає на сприйняття тонів «по низхідній». Наприклад, один і той самий фізичний тон сприймається як «пом'якшуючий тоник» («soothing tonic») або  як «обтяжена напруженням домінанта»(«tension-laden dominant»), в залежності від контексту мелодії. Так само, слова творять конкретні значеннєві зв'язки з іншою особою (по висхідній), за умови, що значення наступних слів є зрозумілим з контексту цих зв'язків (по низхідній).
Комплексна взаємодія  
Базові умови для самоорганізованих порядків (таких як атрактори) влаштовуються зовнішнім середовищем системи. У теорії людиноцентричних систем, умови оточення представлені на кожному рівні відповідними іншими рівнями, що виливається у комплексну взаємодію всіх рівнів.

## Комплементарність об'єктивної  та суб'єктивної концепцій
Кріц наголошує на важливості розрізнення об'єктивних та суб'єктивних концепцій і, в той самий час, підкреслює їх взаємодоповнюваність. У природничих науках, об'єкти не мають здатності відображати та інтерпретувати їх ситуацію, так само як і не діють згідно обставин. З огляду на це, наукова синергетика, в першу чергу, займається відношенням між самоорганізованою системою та її середовищем. Докорінною є різниця по відношенню до людей. Ось чому постає питання, чи стосується це умов оточення, як описано спостерігачами (вченими, терапевтами), чи це стосується тих умов, в яких перебувають самі  клієнти. Це питання концепції вже обговорювалося у біо-семіотиці сторіччя тому, по відношенню до світу тварин, що призвело до розмежування понять «оточення» (environment) та «навколишнє середовище» (Umwelt). Хоча, для людського  світу, термін «життєвий світ» (нім. Lebenswelt; англ. lifeworld) є більш оптимальним ніж «навколишнє середовище» (Umwelt).  Життєвий світ характеризується, перш за все, невичерпним ресурсом між суб'єктно узгодженими символами, що робить людину «символостворюючою твариною» (animal symbolicum).
Різні аспекти пояснюють, чому об'єктивні результати діагностики  лише частково відносяться до уразливості суб'єкта.  Це також стосується об'єктивно встановлених (або офіційно приписаних) вимог особи на противагу тому, що хтось відчуває, ніби у цьому є потреба. Обидва аспекти є важливими для розуміння і не можуть видаватися один за інший. Кріц критикує те, що багато концептів таких як «стрес» або «резерви» часто описуються на основі «об'єктів» факторів, таких як шум або гроші, в той час як взагалі то інші аспекти як, наприклад, брак вдячності можуть також бути вагомими для досвіду та дій суб'єкта.